# Jiřina Němcová
Jiřina Němcová (geb. Vobořilová; * 3. April 1937 in Prag) ist eine ehemalige tschechoslowakische Diskuswerferin, Hochspringerin und Kugelstoßerin. Sie verzeichnete unter anderem folgende Erfolge:
- 1954 wurde sie bei den Europameisterschaften in Bern Fünfte im Diskuswurf.
- Bei den Olympischen Spielen 1956 in Melbourne wurde sie Siebte im Diskuswurf und Achte im Hochsprung.
- Im Diskuswurf wurde sie bei den Olympischen Spielen 1960 in Rom Achte, bei den Europameisterschaften 1962 in Belgrad Fünfte, bei den Olympischen Spielen 1964 in Tokio Neunte und bei den Europameisterschaften 1966 in Budapest Siebte.
- Achtmal wurde sie Tschechoslowakische Meisterin im Diskuswurf (1960–1967) und einmal im Kugelstoßen (1956).
- Sie war mit dem Diskuswerfer Zdeněk Němec verheiratet, der ebenfalls an den Olympischen Spielen 1960 teilnahm.
- Ihre Tochter, Eva Němcová, geboren 1972, wurde professionelle Basketballspielerin.

## Persönliche Bestleistungen
- Hochsprung: 1,64 m, 1. Dezember 1956, Melbourne
- Kugelstoßen: 15,09 m, 7. August 1960, Olmütz
- Diskuswurf: 56,30 m, 18. September 1964, Prag